# 1. florbalová liga žen
1. florbalová liga žen je druhá nejvyšší ženská florbalová soutěž v Česku.

## Systém soutěže
1. liga žen je rozdělena na dvě skupiny, Západ a Východ. Počet týmů v soutěži není pevný. Hrají ji oddíly, které se do ní v konkrétní sezóně přihlásí. V sezóně 2024/2025 je v západní skupině 14 týmů a ve východní 10 týmů. V základní části odehraje každý tým západní skupiny 26 a východní 22 zápasů. Za vítězství získává tým 3 body, za vítězství v prodloužení 2 body a za prohru v prodloužení 1 bod.
Po skončení základní části postupují první čtyři týmy z každé skupiny do osmifinále play-off. Zbývajících 16 týmů hraje předkolo o dalších osm míst v osmifinále. Dvojice v předkole i osmifinále jsou určeny pořadím v základní částí. Jednotlivá kola play-off se hrají na dva vítězné zápasy. Vítěz play-off postupuje přímo do Extraligy žen. Poražený finalista hraje o postup v baráži. V ročnících s plným počtem týmů v Extralize hraje proti vítězi druhého kola extraligového play-down. V sezóně 2024/2025 bude hrát proti nejméně úspěšnému týmu play-down.
Ze soutěže se nesestupuje.

## Týmy soutěže
Týmy v sezóně 2024/2025:

### Skupina Západ
- ACEMA Sparta Praha
- FA Č. Budějovice
- FAT PIPE Tigers Start98
- FBC Česká Lípa
- FBŠ Slavia Fat Pipe Plzeň
- Florbal Chomutov
- Florbal Ústí
- MITEL Florbalová akademie MB
- Panthers Praha
- Prague Tigers Nehvizdy
- Rudý Dračice Mladých Nadějí Týn
- SK Meťák České Budějovice
- TJ Sokol Královské Vinohrady
- TJ Sokol Nové Strašecí

### Skupina Východ
- Aligators Šitbořice
- EAV SK Jihlava
- FBC VHST Kutná Hora
- FbK Horní Suchá
- FbK TJ Svitavy
- Florbal Hradec Králové
- Orel Rtyně v Podkrkonoší
- Sklo Bohemia Světlá n/S
- Sokol Brno I EMKOCase Gullivers
- TJ Znojmo LAUFEN CZ